# 英霊たちの応援歌 最後の早慶戦
『英霊たちの応援歌 最後の早慶戦』（えいれいたちのおうえんか さいごのそうけいせん）は、1979年11月3日公開の日本映画。
太平洋戦争中の1943年10月16日に行われた野球の「出陣学徒壮行早慶戦（通称：最後の早慶戦）」を描いた作品。岡本喜八監督。時間は124分。画面サイズはスタンダード、カラー。

## 概要
タイトルに「最後の早慶戦」、パンフレットやポスターのフレーズに「燃えろ白球、いのちのライナー。短い青春をひたむきに生きた若者たち、今も神宮の森に響く幻の応援歌」と付いているが、メインは学徒出陣で戦地に飛んだ野球部員を中心とする学生たちの召集・演習・特攻に至るまでの群像劇である。
出陣学徒壮行早慶戦については上映開始の序盤30分の時点で終わり、試合シーンは応援合戦と練習、試合開始・終了時の挨拶、結果は新聞記事だけである。後は所々に海軍予備学生が野球に対する未練を吐露し、野球に関してはキャッチボールシーンのほか、ボールなど野球道具や野球用語を喩えに使う程度に収めている。
第3回日本アカデミー賞最優秀音楽賞受賞。

## キャスト
- 秋山信吾：永島敏行 - 早実以来、三上哲男投手とバッテリーを組んでいた早大捕手。他学生より一足早く第13期海軍予備学生に応募した。徴兵猶予撤廃で遅れて海軍に入隊してきた三上や本田らと上官として再会。夕暮れ迫る航空基地で三上と久々のキャッチボールをする。三上らとの出撃直前に照代と婚姻する[1]。
- 相田暢一：勝野洋 - 早大野球部マネージャー。出陣学徒壮行早慶戦を飛田らと共に開催にこぎつけた。海軍では直掩に回され、三上・近藤清・吉江一行（早大野手）ら特攻組に「皆と行動を共にできない」自身の間の悪さを嘆く。
- 本田耕一：本田博太郎 - 法政名一塁手。戦争が無ければ職業野球に入って母に楽をさせてやろうと考えていた。恋人・蓮見葉子の劇団に入るが学徒出陣する。三上・久保登喜夫（明大スキー部）・正木藩（明大落研）・矢田武夫（慶大外野手）・小島正義（慶大投手）らと第14期海軍予備学生入隊同期。
- 三上哲男：中村秀和 [2] - バッテリーを組む秋山らと同期の早大投手。出陣学徒壮行早慶戦には岡本忠之投手に隠れベンチ入りのみ。空襲による戦傷を負った母親の最期を看取る。帰りの汽車が空襲により立ち往生したが出撃に間に合う。
- 正木藩：山田隆夫 - 明大落語研究会所属。海軍入隊後は厳しく指導され、指導教官からの通称はボール。「まんじゅうこわい」「時そば」などの落語を学徒兵や下士官、一般兵らに披露し笑わせていた。
- 久保登喜夫：関川慎二 - 明大スキー部選手。三上・本田・正木らと同じ第14期海軍予備学生。
- 近藤清：伊藤敏孝 - 岐阜商出身の早大名選手。出陣学徒壮行早慶戦前には岐阜商後輩大島信雄投手への対抗心を燃やす。のちに岐阜商で共に打線の中軸を担った同期加藤三郎明大捕手と航空基地で短い再会をする。
- 倉島帝大剣道部主将：役所広司 - 秋山・山根政治（慶大水泳部五輪代表候補）らと直掩隊に回され、田川（中大相撲部）・石塚（専大ラグビー部）・藤野（法大柔道部全日本優勝）・河田（立大レスリング部）らの特攻を見届ける。
- 蓮見葉子：竹下景子 - 本田耕一の恋人。法政野球部を辞めた本田を劇団に誘う[3]。
- 照代：大谷直子 - 秋山家の家政婦。学徒出陣した秋山信吾を追い、秋山の配属先となる各特攻基地近くで仲居となる。
- 三上きよ：小畠絹子 - 三上の母親。従軍看護婦長だったが、戦傷を負い宇品港に駆けつけた三上の目前で亡くなった。
- 秋山貴子：水野久美 - 秋山の母親。のち空襲により一家で亡くなった。
- 坂本美佐子：八千草薫 - 特攻隊員の宿舎に用いられた小学校の音楽教師。ふと音楽室に寄った三上と「誰か故郷を想わざる」を伴奏する。
- 笠間上飛曹：田中邦衛 - 秋山の直属飛行教官。
- 草野大悟 - 比・マバラカット基地の秋山らの飛行上官。
- 寺本少佐：岸田森
- 飛田忠英：小野寺昭 - 飛田穂州の子
- 須藤司令：中谷一郎
- 土浦海軍航空隊司令：山本麟一
- 屋台の親父：殿山泰司
- 平井新：仲谷昇
- 飛田穂州：東野英治郎
- 寺田農
- 今福正雄
- 大木正司
- 久米明
- 稲葉義男
- 浜田晃
- 片岡五郎
- 森章二
- 三田村賢二
- 小川真司
- 伊豆肇
- 石山雄大
- 福崎和宏
- 佐藤闘介

## スタッフ
- 監督：岡本喜八
- 原作：神山圭介
- 製作総指揮：国保徳丸
- 企画：黒須孝治
- 製作：田中寿一、東陽
- 脚本：山田信夫、岡本喜八
- 音楽：佐藤勝
- 撮影：村井博
- 美術：竹中和雄
- 録音：田中信行
- 照明：佐藤幸次郎
- 編集：黒岩義民
- 別班監督：山下賢章
- 別班撮影：加藤雄大
- 助監督：中島紘一、武内孝吉、羽石龍太郎
- 製作担当者：水野洋介
- 製作進行：月野木隆
- 記録：梶山弘子
- スチール：手塚龍行
- 整音：東宝録音センター
- 効果：東宝効果集団
- 現像：東洋現像所
- 協力：東宝美術
- 製作協力：喜八プロダクション
- 製作：東京12チャンネル
- 配給：東宝